# Fort van Stabroek
Fort van Stabroek in Stabroek in de provincie Antwerpen dateert uit 1902. Het werd aangelegd ter compensatie voor het doorbreken van de Stelling van Antwerpen, nodig voor de uitbreiding van de haven van Antwerpen. Het was samen met het Fort van Sint-Katelijne-Waver het eerste pantserfort in Antwerpen en moest bestand zijn tegen geschut van 22 cm. De bouw van het fort liep vertragingen op. Het besluit werd genomen in 1900, de bouw begon in 1902 en was voltooid in 1908. Zwaar geschut werd er echter nooit geplaatst.
Voor de bouw werden in totaal negen mensen onteigend. De bouw zorgde voor een economische opleving omdat de vele Waalse gastarbeiders uit de streek van Geldenaken die voor de bouw overkwamen in Stabroek en omgeving veel geld uitgaven bij horecazaken en andere kleine handelaars. Tijdens het uitgraven van de site werden drie oude rivierbeddingen aangetroffen. Deze zijn besproken in een reeks artikelen van Georges Hasse over de geschiedenis van de rivieren in Noord-Antwerpen.
Het Fort van Stabroek is een fort van tweede orde met gedetacheerde reverscaponnières. Omdat de caponnières los van het hoofdgebouw stonden werd de gracht ertussen bewaakt door twee  koepels voor 5,7cm-geschut. De koepel voor het 15cm-geschut was voor dit fort van het gerecupereerde type. Alles samen was er een koepel voor twee 15cm-kanonnen, twee koepels voor 12cm-houwitser en vier koepels voor het geschut van 7,5cm.
Toen de Eerste Wereldoorlog uitbrak was het spel voor het Fort van Stabroek bijna uit. De belegering was tien dagen bezig toen op 7 oktober 1914 het bevel tot evacuatie gegeven werd door koning Albert 1. Vlak voor de Tweede Wereldoorlog probeerde het Belgische leger de fortengordel nog weerbaar te maken met een anti-tankgracht maar dit heeft de Duitse opmars niet kunnen tegenhouden. Op 2 april 1947 verloor de sterkte haar status als verdedigingswerk.
De jaren erna werd het fort en de omliggende gracht voor recreatieve doeleinden als zwemmen en vissen gebruikt. Albert Callens, een tandarts uit Beveren, kocht het fort in 1955, aanvankelijk als buitenverblijf, later kweekte hij er kortstondig champignons. Sedert 1997 wordt het fort beheerd door een bedrijf dat binnen- en buitenactiviteiten voor groepen aanbiedt.